# Ongui Kuden
Ongui Kuden, significa, literalmente, registro dos ensinos de Nitiren Daishonin transmitidos oralmente. O texto é encontrado na obra Nichiren Daishonin Gosho Zenshu, publicada pela Soka Gakkai (Tóquio, 1952).
Em seus últimos anos, quando Daishonin encontrava-se no Monte Minobu, na província de Kai (atual Yamanashi), ele escreveu várias obras doutrinais e dedicou-se tenazmente a outras atividades designadas a encorajar seus seguidores e a treinar discípulos para que dessem continuidade à propagação de seus ensinos.
Atendendo ao pedido de seus discípulos, ocasionalmente ele fazia preleções sobre o Sutra do Lótus. Em uma de suas cartas, escreveu a um correspondente: "Então, no momento em que o senhor chegou a este remoto vale, viu um retiro solitário onde o som da recitação do Sutra de Lótus ecoava pelo céu azul e as palavras que expunham o veículo único eram ouvidas por entre as montanhas".